# Ragazzi fuori (Ketama126)
Ragazzi fuori è un singolo del rapper italiano Ketama126, pubblicato il 1º aprile 2022 come primo estratto dal quinto album in studio Armageddon.

## Tracce
Testi di Piero Baldini, musiche di Drone126, Il Tre Beats.
1. Ragazzi fuori – 3:02